# 圓行寺口站

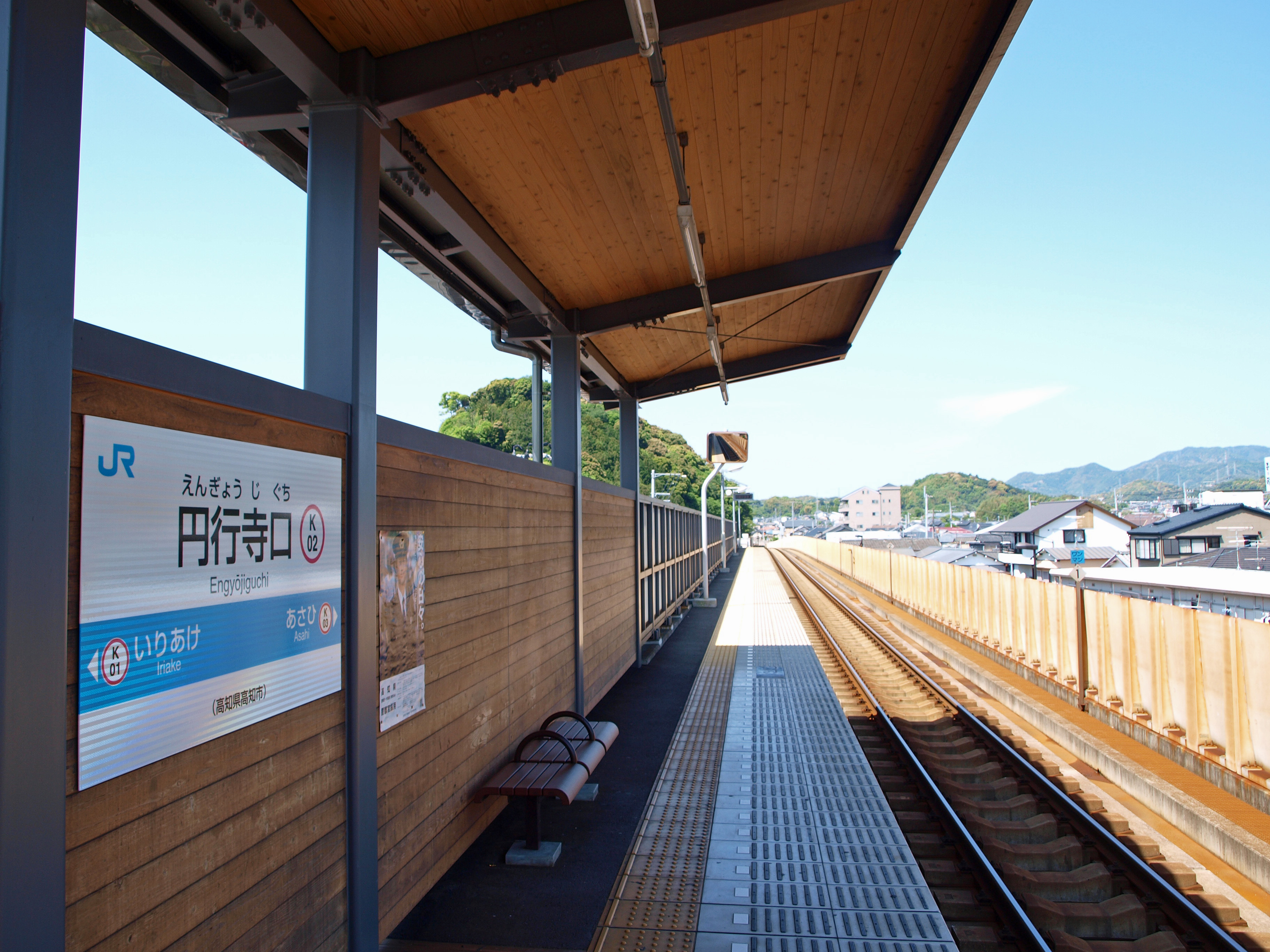
月台(2010年5月)

圓行寺口站（日语：／ Engyō-jiguchi eki */?）是位於日本高知縣高知市新屋敷二丁目、隸屬於四國旅客鐵道（JR四國）的鐵路車站。車站編號為K02，最初土讚線向南伸延時並沒有在此設站，直至1960年代高知市的周邊地帶發展時才加設的通勤站。由開業至1980年9月止，部份氣動車班次當到達高知站後，會再向南行停靠上一站入明站和本站後才折返高知站。2008年因應高知站架空化，由地面車站變為架空車站。現時只停靠普通列車。

## 車站結構
本站為1面1線設計，屬於單線雙程路段，本站和入明站相距只有800米，而下一站旭站屬特急列車停靠站，既設有避車月台，距離也只是1.5公里，因此和入明站一樣，只採用單線單月台設計。
本站同時設有升降機及樓梯連接月台及地面，自動售票機設於月台及地面的連接通過空間。另外，本站的地面空間較入明站為大，因此在可以在東樓梯出口附近設置洗手間。

### 月台配置
| 路線    | 方向     | 目的地               |
| ------- | -------- | -------------------- |
| ■土讚線 | （下行） | 伊野、須崎、窪川方向 |
| ■土讚線 | （上行） | 高知、土佐山田方向   |

## 歷史
- 1964年10月1日：開業。
- 1987年4月1日：日本國鐵分割民營化，車站的營運由JR四國繼承。
- 2008年2月26日：土讚線高知站及相連高架工程完成，車站架空化。

## 相鄰車站
四國旅客鐵道（JR四國）
■土讚線
入明（K01）－圓行寺口（K02）－旭（K03）